# Coppa del Brasile 2024 (pallavolo femminile)
La Coppa del Brasile 2024, 13ª edizione della coppa nazionale brasiliana di pallavolo femminile, si è svolta dal 22 gennaio al 3 marzo 2024: al torneo hanno partecipato otto squadre di club brasiliane e la vittoria finale è andata per la prima volta al Praia Clube.

## Regolamento

### Formula
Le squadre hanno disputato quarti di finale in gara unica, accoppiate col metodo della serpentina e in casa delle quattro formazioni meglio classificate al termine del girone di andata di Superliga Série A 2023-24; le formazioni vincenti hanno poi disputato una final-4, con semifinali e finale in gara unica.

### Criteri di classifica
Se il risultato finale è stato di 3-0 o 3-1 sono stati assegnati 3 punti alla squadra vincente e 0 a quella sconfitta, se il risultato finale è stato di 3-2 sono stati assegnati 2 punti alla squadra vincente e 1 a quella sconfitta.
Per determinare la classifica dalla 5ª all'8ª posizione e dalla 3ª alla 4ª posizione, si tiene conto del numero di punti ottenuto rispettivamente dalle quattro formazioni eliminate ai quarti di finale e dalle due formazioni eliminate nelle semifinali durante la fase di qualificazione (i quarti di finale). In caso di parità, l'ordine del posizionamento in classifica è stato definito in base all'indice tecnico, i cui criteri sono:
- Punti;
- Ratio dei set vinti/persi;
- Ratio dei punti realizzati/subiti.
- Scontro diretto;
- Sorteggio[2].

In caso di walkover, la formazione qualificata al turno successivo è considerata vincitrice per 3-0 (25-0, 25-0, 25-0).

## Squadre partecipanti
| Squadra        | Qualificazione                                      |
| -------------- | --------------------------------------------------- |
| Amavolei       | 7ª al girone di andata di Superliga Série A 2023-24 |
| Barueri        | 8ª al girone di andata di Superliga Série A 2023-24 |
| Bauru          | 5ª al girone di andata di Superliga Série A 2023-24 |
| Fluminense     | 6ª al girone di andata di Superliga Série A 2023-24 |
| Minas          | 2ª al girone di andata di Superliga Série A 2023-24 |
| Osasco         | 3ª al girone di andata di Superliga Série A 2023-24 |
| Praia Clube    | 4ª al girone di andata di Superliga Série A 2023-24 |
| Rio de Janeiro | 1ª al girone di andata di Superliga Série A 2023-24 |

## Torneo

### Tabellone
|  | Quarti di finale | Quarti di finale | Quarti di finale |             |   | Semifinali     | Semifinali | Semifinali |  |  | Finale | Finale | Finale |  |
|  |                  |                  |                  |             |   |                |            |            |  |  |        |        |        |  |
|  | 1                | Rio de Janeiro   | 3                |             |   |                |            |            |  |  |        |        |        |  |
|  | 1                | Rio de Janeiro   | 3                |             |   |                |            |            |  |  |        |        |        |  |
|  | 8                | Barueri          | 0                |             |   |                |            |            |  |  |        |        |        |  |
|  | 8                | Barueri          | 0                |             | 1 | Rio de Janeiro | 0          |            |  |  |        |        |        |  |
|  |                  |                  |                  |             | 1 | Rio de Janeiro | 0          |            |  |  |        |        |        |  |
|  |                  |                  | 4                | Praia Clube | 3 |                |            |            |  |  |        |        |        |  |
|  | 4                | Praia Clube      | 4                | Praia Clube | 3 | 3              |            |            |  |  |        |        |        |  |
|  | 4                | Praia Clube      |                  |             |   |                |            |            |  |  |        |        |        |  |
|  | 5                | Bauru            | 2                |             |   |                |            |            |  |  |        |        |        |  |
|  | 5                | Bauru            | 2                |             | 4 | Praia Clube    | 3          |            |  |  |        |        |        |  |
|  |                  |                  |                  |             |   |                |            |            |  |  |        |        |        |  |
|  |                  |                  | 2                | Minas       | 2 |                |            |            |  |  |        |        |        |  |
|  | 2                | Minas            | 2                | Minas       | 2 | 3              |            |            |  |  |        |        |        |  |
|  | 2                | Minas            |                  |             |   |                |            |            |  |  |        |        |        |  |
|  | 7                | Amavolei         | 1                |             |   |                |            |            |  |  |        |        |        |  |
|  | 7                | Amavolei         | 1                |             | 2 | Minas          | 3          |            |  |  |        |        |        |  |
|  |                  |                  |                  |             | 2 | Minas          | 3          |            |  |  |        |        |        |  |
|  |                  |                  | 6                | Fluminense  | 1 |                |            |            |  |  |        |        |        |  |
|  | 3                | Osasco           | 6                | Fluminense  | 1 | 2              |            |            |  |  |        |        |        |  |
|  | 3                | Osasco           |                  |             |   |                |            |            |  |  |        |        |        |  |
|  | 6                | Fluminense       | 3                |             |   |                |            |            |  |  |        |        |        |  |

### Risultati

#### Quarti di finale
| 23 gennaio 2024 Ginásio do Tijuca Tênis Clube, Rio de Janeiro Durata: 1h:26 - Spettatori: ? | Rio de Janeiro | 3 - 0 | Barueri    | 25-8, 25-18, 28-26                |
| 23 gennaio 2024 Ginásio Oranides do Nascimento, Uberlândia Durata: 1h:34 - Spettatori: ?    | Praia Clube    | 3 - 2 | Bauru      | 20-25, 19-25, 25-22, 25-16, 15-9  |
| 22 gennaio 2024 Arena Juscelino Kubitschek, Belo Horizonte Durata: 1h:40 - Spettatori: ?    | Minas          | 3 - 1 | Amavolei   | 23-25, 25-13, 25-14, 25-18        |
| 22 gennaio 2024 Ginásio Professor José Liberatti, Osasco Durata: 2h:01 - Spettatori: ?      | Osasco         | 2 - 3 | Fluminense | 16-25, 25-17, 22-25, 27-25, 12-15 |

#### Semifinali
| 2 marzo 2024 Arena Multiuso, São José Durata: 1h:43 - Spettatori: ? | Rio de Janeiro | 0 - 3 | Praia Clube | 21-25, 21-25, 18-25        |
| 2 marzo 2024 Arena Multiuso, São José Durata: 2h:00 - Spettatori: ? | Minas          | 3 - 1 | Fluminense  | 25-20, 25-21, 17-25, 25-16 |

#### Finale
| 3 marzo 2024 Arena Multiuso, São José Durata: 2h:50 - Spettatori: ? | Praia Clube | 3 - 2 | Minas | 25-23, 29-27, 22-25, 16-25, 16-14 |

## Classifica finale
| Pos | Squadre        |
| --- | -------------- |
|     | Praia Clube    |
| 2   | Minas          |
| 3   | Rio de Janeiro |
| 4   | Fluminense     |
| 5   | Osasco         |
| 6   | Bauru          |
| 7   | Amavolei       |
| 8   | Barueri        |